# NGC 6524
NGC 6524 est une galaxie lenticulaire située dans la constellation d'Hercule. Sa vitesse par rapport au fond diffus cosmologique est de 5 605 ± 15 km/s, ce qui correspond à une distance de Hubble de 82,7 ± 5,8 Mpc (∼270 millions d'al). NGC 6524 a été découverte par l'astronome américain Lewis Swift en 1886.

## Supernova
La supernova SN 2010hh a été découverte dans NGC 6524 le 1er septembre 2010 par L. Jewett, S. B. Cenko, W. Li et A. V. Filippenko dans le cadre du programme conjoint LOSS/KAIT (Lick Observatory Supernova Search de l'Observatoire de Lick et The Katzman Automatic Imaging Telescope de l'université de Californie à Berkeley. Cette supernova était de type Ia sublumineuse.